# Чейзбург (Вісконсин)
Чейзбург (англ. Chaseburg) — селище (англ. village) в США, в окрузі Вернон штату Вісконсин. Населення — 241 особа (2020).

## Географія
Чейзбург розташований за координатами 43°39′35″ пн. ш. 91°5′55″ зх. д. / 43.65972° пн. ш. 91.09861° зх. д. (43.659652, -91.098738).  За даними Бюро перепису населення США в 2010 році селище мало площу 2,40 км², з яких 2,38 км² — суходіл та 0,02 км² — водойми. В 2017 році площа становила 2,12 км², з яких 2,10 км² — суходіл та 0,02 км² — водойми.

## Демографія
Згідно з переписом 2010 року, у селищі мешкали 284 особи в 121 домогосподарстві у складі 75 родин. Густота населення становила 118 осіб/км².  Було 126 помешкань (53/км²).
Расовий склад населення:
| - 96,5 % — білих - 0,4 % — азіатів - 1,8 % — осіб інших рас |

До двох чи більше рас належало 1,4 %. Частка іспаномовних становила 1,8 % від усіх жителів.
За віковим діапазоном населення розподілялося таким чином: 25,4 % — особи молодші 18 років, 56,6 % — особи у віці 18—64 років, 18,0 % — особи у віці 65 років та старші. Медіана віку мешканця становила 40,5 року. На 100 осіб жіночої статі у селищі припадало 118,5 чоловіків;  на 100 жінок у віці від 18 років та старших — 118,6 чоловіків також старших 18 років.
Середній дохід на одне домашнє господарство  становив 68 253 долари США (медіана — 45 000), а середній дохід на одну сім'ю — 87 479 доларів (медіана — 67 250). Медіана доходів становила 41 786 доларів для чоловіків та 30 417 доларів для жінок. За межею бідності перебувало 8,4 % осіб, у тому числі 2,6 % дітей у віці до 18 років та 19,1 % осіб у віці 65 років та старших.
Цивільне працевлаштоване населення становило 168 осіб. Основні галузі зайнятості: освіта, охорона здоров'я та соціальна допомога — 26,8 %, роздрібна торгівля — 14,3 %, виробництво — 13,1 %.